# Flanker 2.0
Flanker 2.0 est un jeu vidéo de simulation de combat aérien développé par Eagle Dynamics et publié par SSI en 1999 sur PC. Il fait suite à Su-27 Flanker (1995), des mêmes développeurs. Afin de donner au jeu un certain réalisme, ces derniers ont notamment collaboré avec des ingénieurs de Soukhoï ainsi qu'avec un de leurs pilotes d'essais. Flanker 2.0 permet au joueur de piloter un avion de chasse Soukhoï Su-27 Flanker, mais également un de ses dérivés, la version embarquée Soukhoï Su-33. Le jeu propose une série de mission d'entrainement ainsi que des missions spéciales et une campagne, qui débute en Crimée. Il propose de plus un éditeur de missions,.
Une version augmentée intitulée Flanker 2.5 est sortie en 2002.

## Accueil
| Flanker 2.0           |      |        |
| Média                 | Nat. | Notes  |
| Computer Gaming World | US   | 3.5/5  |
| Gamekult              | FR   | 8/10   |
| Gen4                  | FR   | 3/6    |
| GameSpot              | US   | 8.7/10 |
| IGN                   | US   | 7/10   |
| Joystick              | FR   | 90 %   |
| PC Jeux               | FR   | 81 %   |